# Casti Connubii
Casti Connubii è un enciclica pubblicata da papa Pio XI il 31 dicembre 1930.

## Contenuto
In questa enciclica, papa Pio XI volle ratificare quanto cinquant'anni prima aveva affermato Leone XIII nell'enciclica  Arcanum Divinae sulla dignità e sacralità del matrimonio cristiano. In primo luogo il Pontefice volle esprimere il suo dissenso verso l'ampia immoralità sessuale che si andava diffondendo e soprattutto verso chi, in nome di tale immoralità, osava vanificare la santità e l'indissolubilità del connubio matrimoniale.
Ribadì che i primi doveri degli sposi devono essere la reciproca fedeltà, il mutuo e caritatevole amore e la retta e cristiana educazione della prole.
Il papa, inoltre, condannò tutte le leggi eugenetiche, allora molto in voga, che miravano a impedire il matrimonio e la procreazione da parte di individui ritenuti "inadatti". La famiglia infatti è "più santa dello Stato".
Infine, Pio XI dichiarò moralmente illecita l'interruzione di gravidanza mediante aborto e, all'interno delle relazioni coniugali, ogni rimedio per evitare la procreazione.
L'enciclica rappresentò anche una risposta alla Conferenza di Lambeth del 1930, con la quale la Chiesa Anglicana legalizzò, in certi casi, l'uso della contraccezione.

## Reazioni ed influenza
In un articolo pubblicato nel 1932 sulla rivista The Nation, Margaret Sanger commentò l'enciclica, definendola un ostacolo al movimento per la contraccezione da parte dei politici cattolici che non volevano sfidare l'autorità della Chiesa. Definì l'enciclica "in contrasto con la scienza e contraria al welfare sociale ed al miglioramento della razza".
A differenza delle Chiese protestanti liberali e della Chiesa Anglicana, la Chiesa Cattolica ha proseguito la sua opposizione alla contraccezione ed al controllo delle nascite, confermata da Papa Paolo VI nella sua enciclica Humanae Vitae.